# All About Soul
All About Soul è un singolo del cantante statunitense Billy Joel, pubblicato nel 1993 ed estratto dall'album River of Dreams.

## Tracce
- CD (UK)

1. All About Soul (Radio edit) - 4:15
2. All About Soul (Remix) - 6:05
3. All About Soul (LP version) - 6:08
4. You Picked a Real Bad Time - 4:54